# Oecetis kartavirya
Oecetis kartavirya är en nattsländeart som beskrevs av Schmid 1995. Oecetis kartavirya ingår i släktet Oecetis och familjen långhornssländor. Inga underarter finns listade i Catalogue of Life.